# Et uus saaks alguse
Az Et uus saaks alguse (magyarul: Egy új kezdet lehetne) egy dal, amely Észtországot képviselte a 2013-as Eurovíziós Dalfesztiválon. A dalt az észt Birgit adta elő észt nyelven.

## Az Eurovíziós Dalfesztivál
A dal a észt nemzeti döntőben nyerte el az indulás jogát. A döntőben a zsűrik és a televoting szavazatai alakították ki az eredményt, a dal pedig győzedelmeskedett.
Birgit az Eurovíziós Dalfesztiválon a dalt először a május 14-én rendezett első elődöntőben adta elő, a fellépési sorrendben másodikként, az osztrák Natália Kelly Shine című dala után és a szlovén Hannah Straight into love című dala előtt. Az elődöntőben 52 ponttal a tizedik helyen végzett, így továbbjutott a döntőbe.
A május 18-án rendezett döntőben a fellépési sorrendben hetedikként adták elő, a belga Roberto Bellarosa Love Kills című dala után és a fehérorosz Alena Lanszkaja Solayoh című dala előtt. A szavazás során 19 pontot kapott, mely a 20. helyet helyet jelentette a 26 fős mezőnyben.

## Külső hivatkozások
- Dalszöveg
- A dal előadása az Eurovíziós Dalfesztivál első elődöntőjében
- A dal előadása az Eurovíziós Dalfesztivál döntőjében